# Teviot Vallis
Teviot Vallis est une vallée mineure de Mars, affluent de  Reull Vallis courant sur 144 km de long, elle fait partie d'un système d'écoulement acteur majeur dans l'évolution fluviale et glaciaire du quadrangle d'Hellas.

## Désignation
Les vallées mineures martiennes reçoivent un nom rattaché à un nom de rivière terrestre. L'Union astronomique internationale (UAI) honore une rivière écossaise et officialise le nom Teviot Vallis en 2006.

## Géologie

### Cartographie

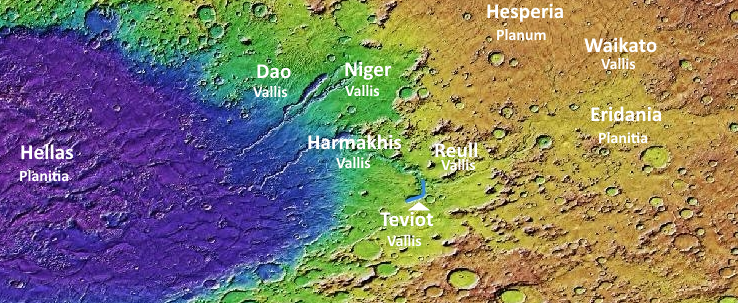
Taviot Vallis enre Hellas Planitia, Eridania Planitia et Hesperia Planum

Teviot Vallis est un affluent de Reull Vallis qui est la plus grande vallée des quatre principaux systèmes de canaux d'écoulement d'Hellas avec les vallées Niger, Harmakhis et Dao.
Teviot Vallis appartient au Reull inférieur. Une analyse des scientifiques David Crown et Scott Mest estime que la vallée est en grande partie un creux sous forme d'amphithéâtre d'environ 140 km, 12 à 25 km de large et 300 m à 1,5 km de profondeur.

### Formation
C'est pendant la période héspérienne que les principaux systèmes d'écoulement d'Héllas comprenant Teviot Vallis se sont formés. La grande dépression du bassin de Morpheos aurait accumulé l'eau venue des hautes terres jusqu'à rupture de sa ligne de partage découpant Reull Vallis en segments supérieur et inférieur avec Teviot Vallis entre deux. Les différences morphologiques radicales entre Reull supérieur et inférieur suggèrent une formation du Reull inférieur par d'autres processus géologiques, des sources d'eau antérieures et différentes du Reull supérieur.   

### Système Reull et Teviot Valles
Le Reull supérieur alimente le Reull inférieur, leur jonction se fait au niveau d'un coude rejoint par Taviot Vallis. Au cours de l'Hespérien tardif, l'affluent a libéré son eau amplifiant le flux du Reull inférieur. Tous deux ont des caractéristiques représentant  une seule structure dont l'altitude est plus basse d'environ 2,4 km par rapport au segment supérieur. Ils ont également des canyons plus larges et plus profonds, le fond étant couvert de coulées de débris probablement dévalés des rives. Leurs matériaux érodés ont été drainés vers la partie orientale du bassin d'Hellas,. 

## Galerie

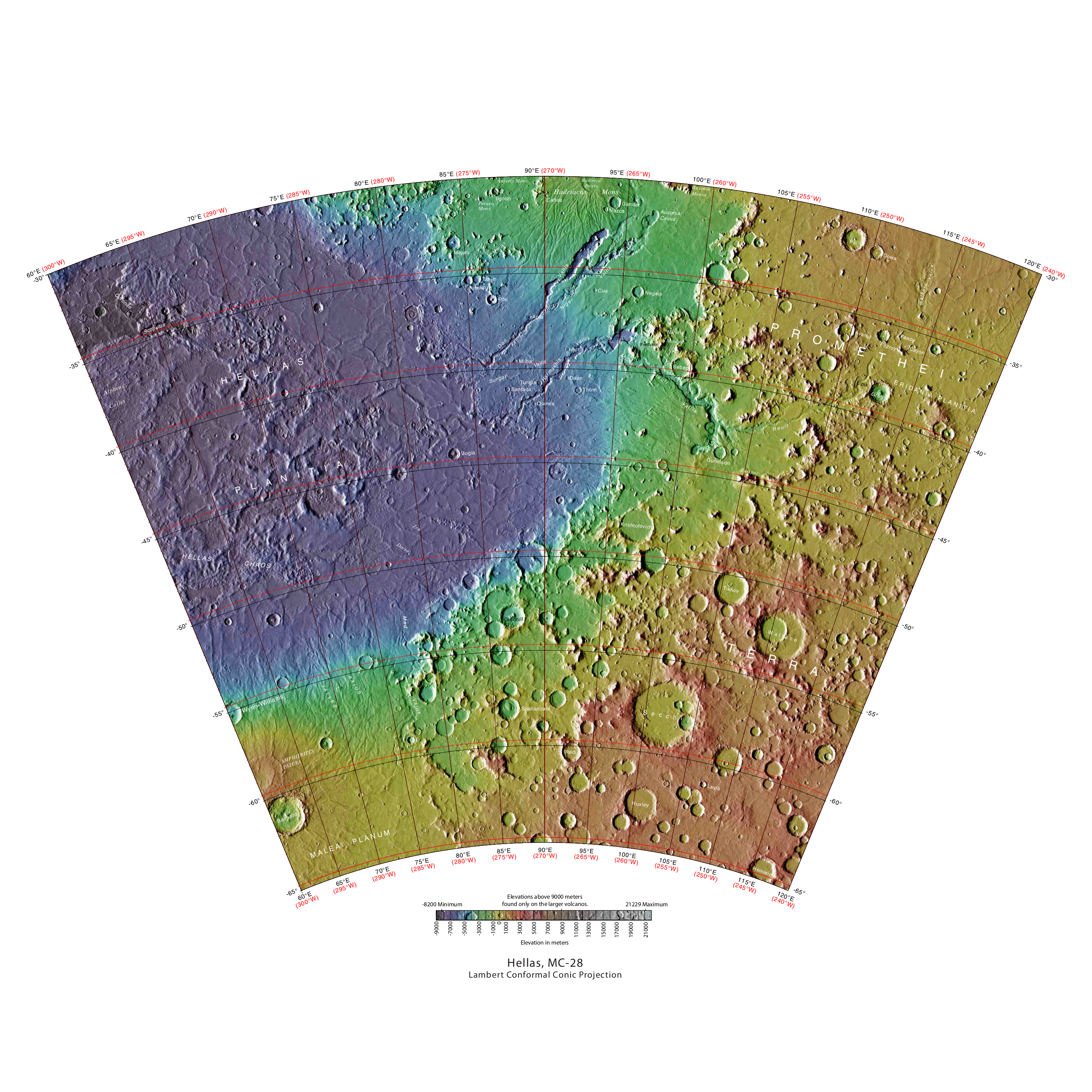
Quadrangle de Hellas
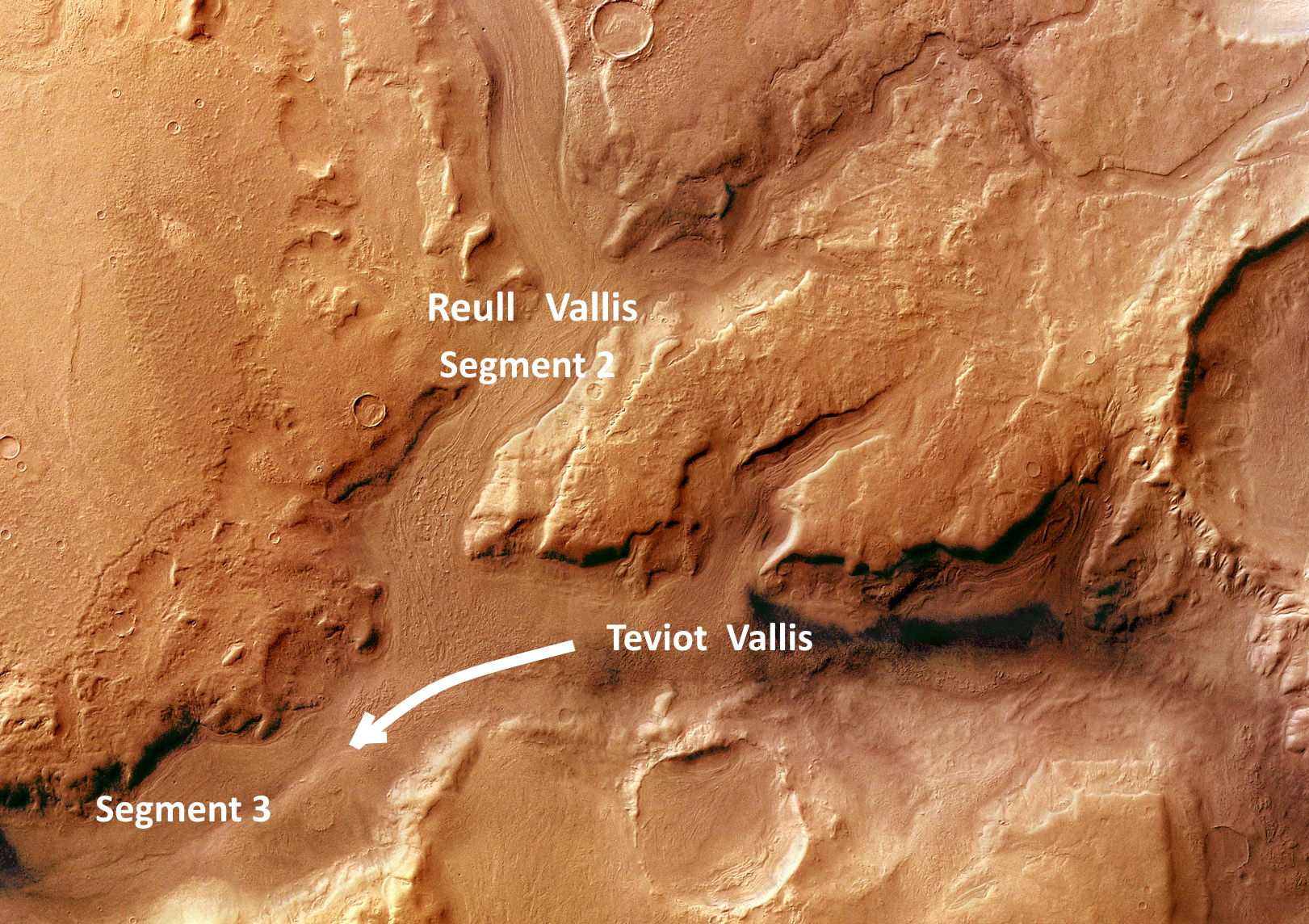
Reull supérieur rejoint par Taviot Vallis gonflant Reull inférieur
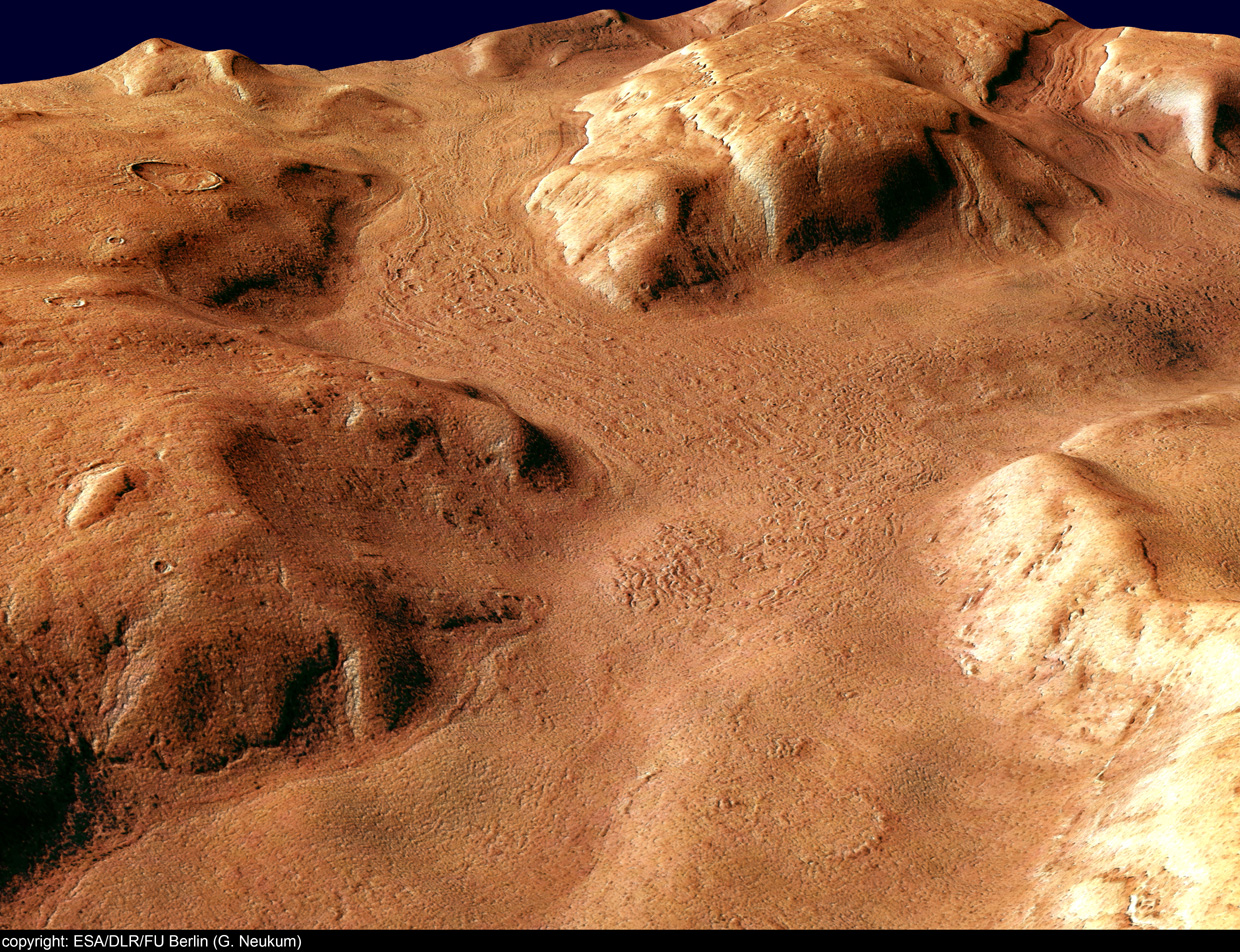
Jonction Reull & Teviot Valles Canal d’écoulement d’environ 20 km de large qui a creusé la plaine environnante jusqu'à 1,8 km en profondeur.